# Phalaenopsis schilleriana

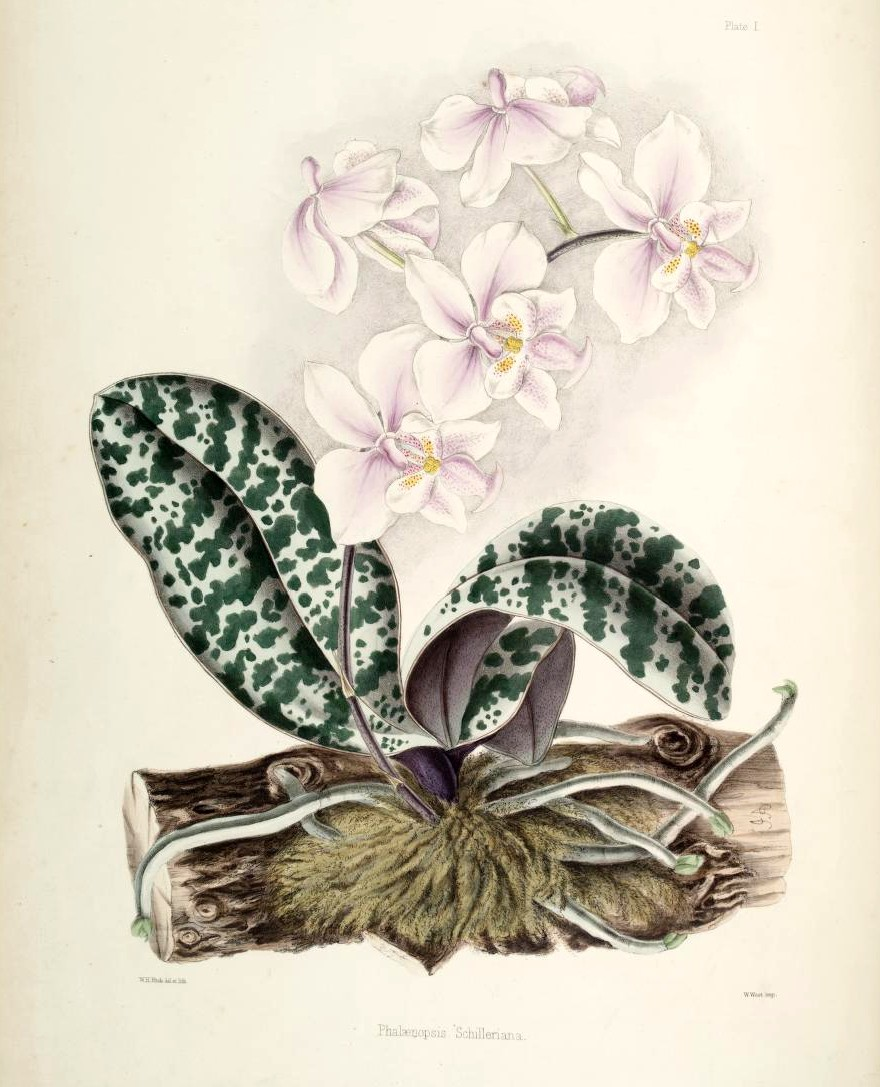
Phalaenopsis schilleriana
Select Orchidaceous Plants

Phalaenopsis schilleriana  là một loài lan thuộc chi Phalaenopsis bản địa Philippines. Nó có hoa màu tím hoa cà.

## Hình ảnh

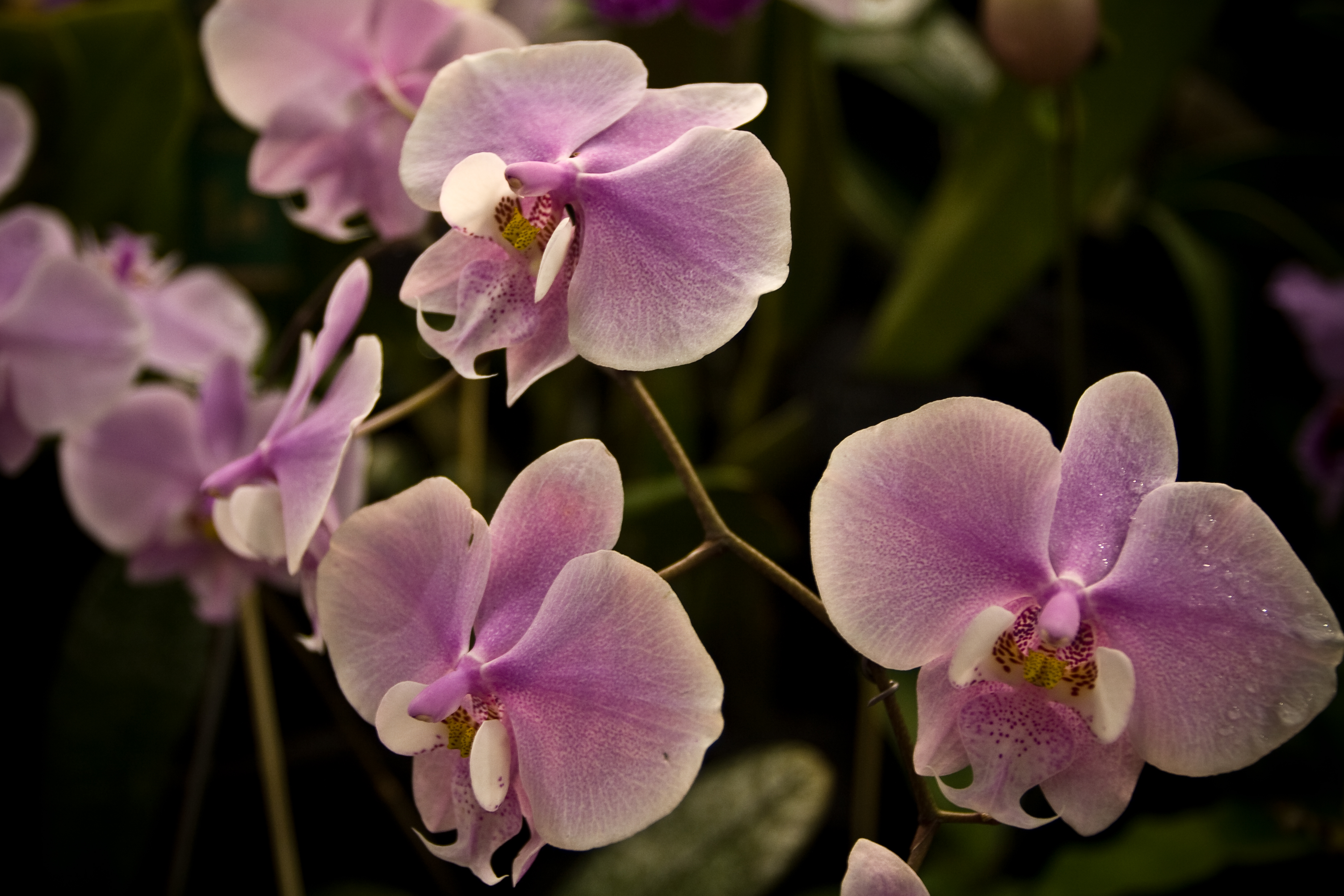
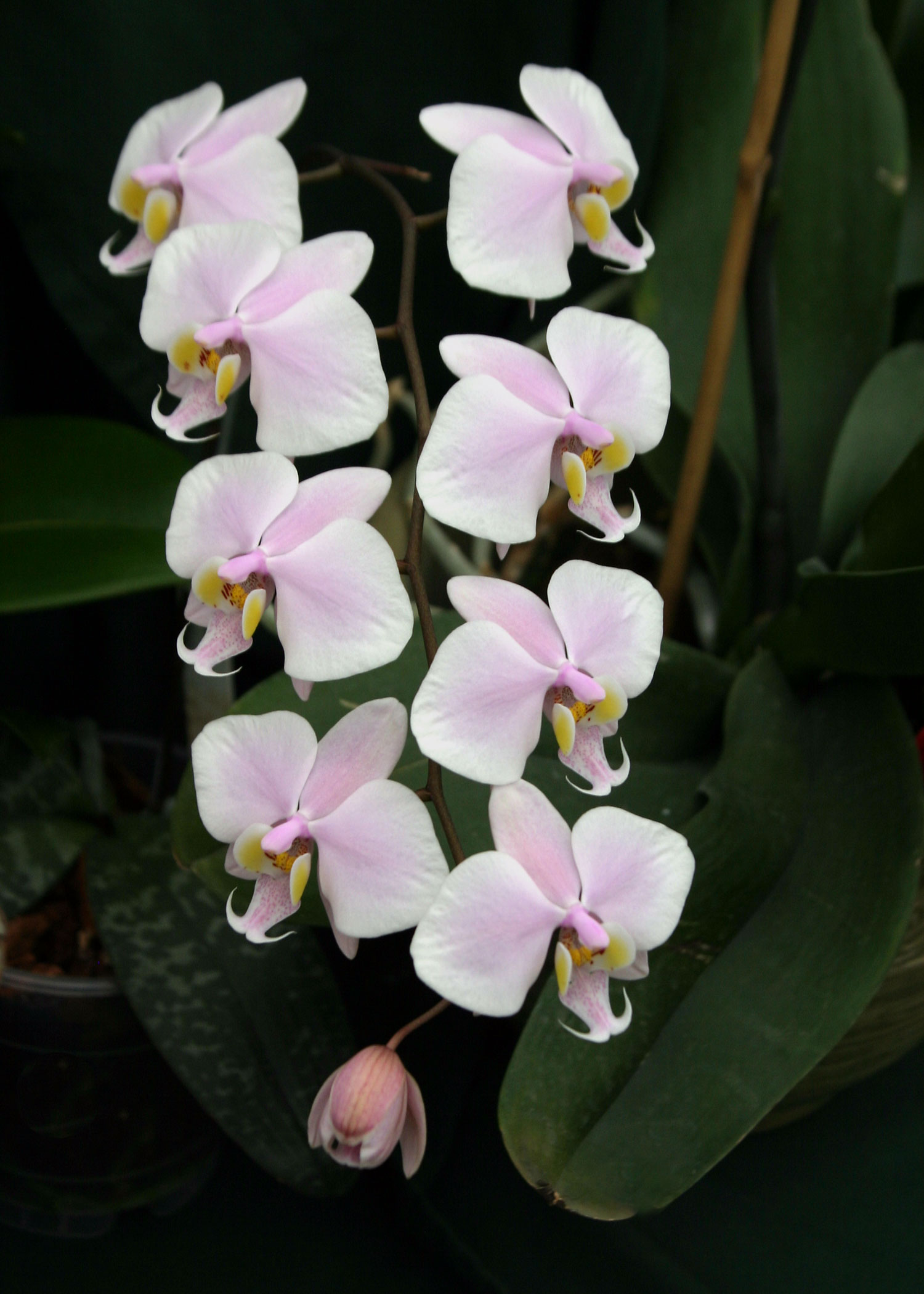
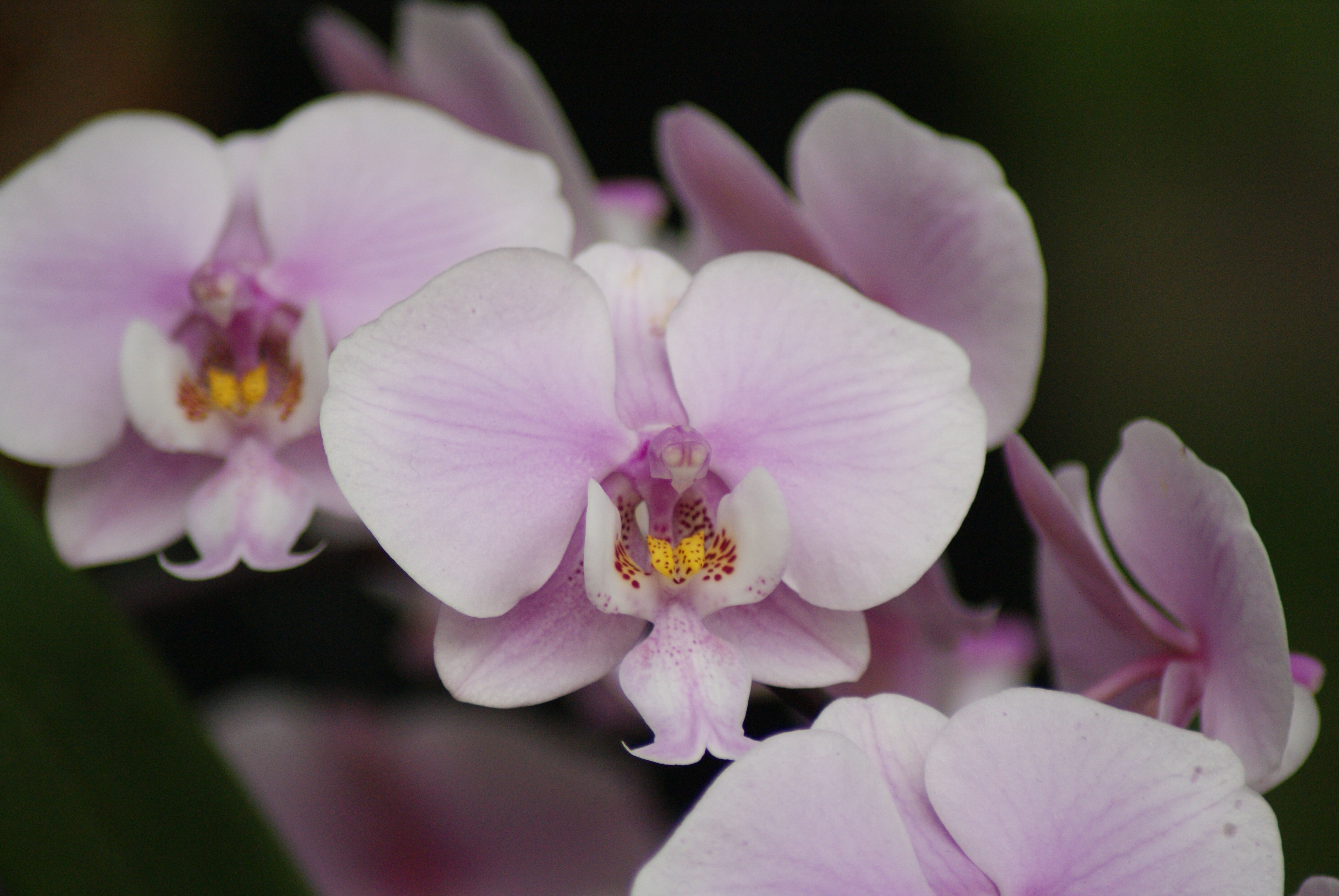
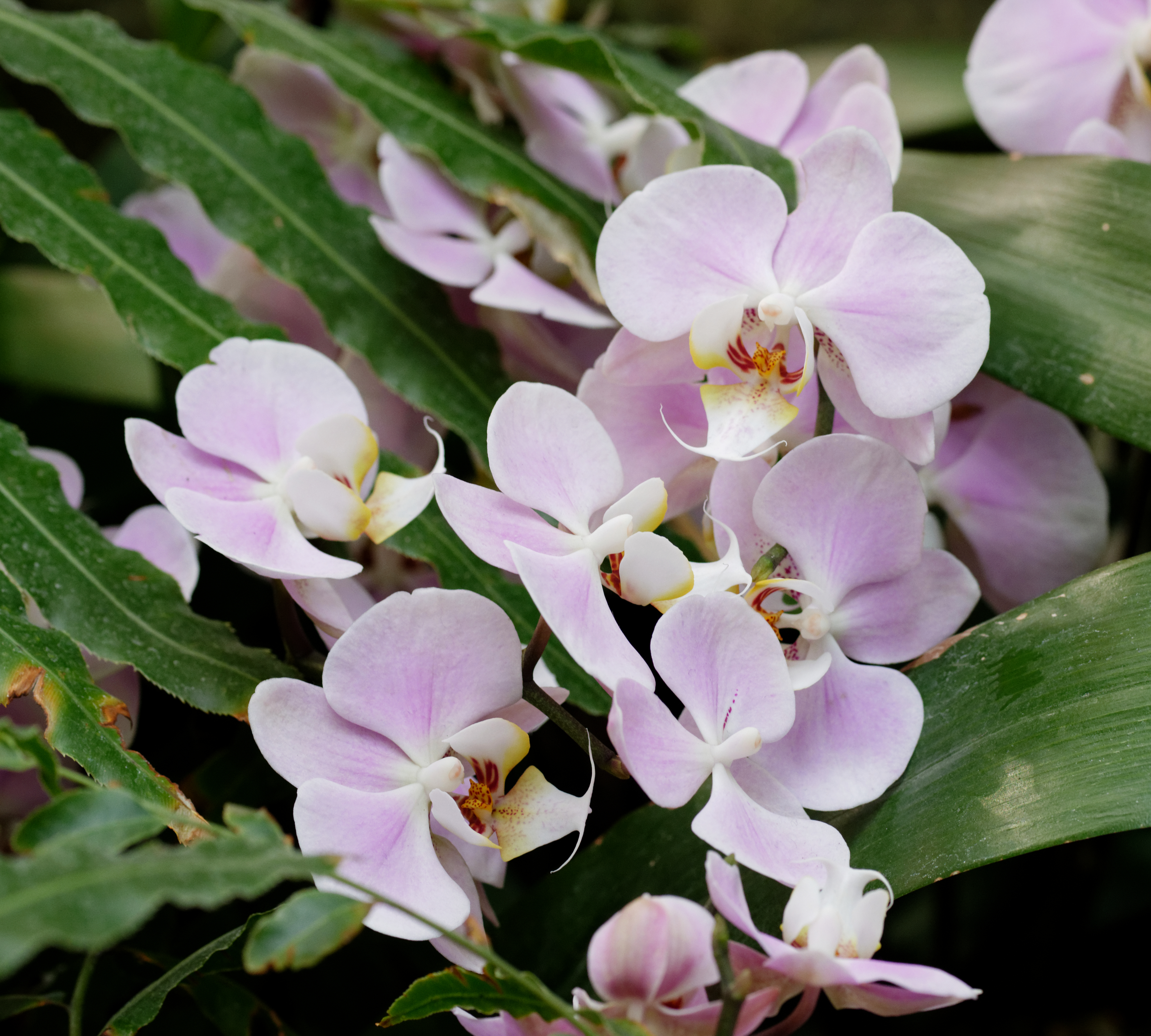